# Rivista di Matematica della Università di Parma
Rivista di Matematica della Università di Parma  est une revue de mathématiques à comité de lecture, créée en 1950 et publiée par le Département de mathématiques et d'informatique de l'Université de Parme. 

## Description
La revue publie des articles de recherche et de synthèse dans tous les domaines des mathématiques pures et appliquées ; elle publie également des actes de workshop et de conférences. Elle paraît au rythme d'un volume annuel composé de deux numéros. Habituellement, l'un des numéros est dédité à la publication d'aces de colloques.
La revue est résumée et indexée par Scopus, Mathematical Reviews et Zentralblatt MATH. Le facteur d'impact de la revue est de 0,57 en 2019 sur SCImago Journal Rank. 

## Notice historique
La revue a été fondée par Antonio Mambriani en 1950 dans le but de publier les actes du congrès mathématique Analisi funzionale e equazioni differenziali  qui s'est tenu à Parme le 4 juin 1949. La plupart des contributions des participants figurent effectivement dans le premier volume du journal, publié au mois de décembre 1950. 
Depuis, huit séries de "Rivista" ont été publiées jusqu'en 2009 ; à partir de 2010, une « nouvelle série » est publiée, à raison d'un volume de deux numéros par an. Les séries correspondent approximativement à la période d'un rédacteur en chef. Les séries publiées et les rédacteurs sont,,, avec le nombre d'articles : 
- 1950-1959 :  série 1 ; Antonio Mambriani, 230 articles
- 1960-1971 :  série 2 ; Carmelo Longo puis Antonio Mambriani, 282 articles
- 1972–1974 :  série 3 ; Francesco Speranza, 91 articles
- 1975–1991 :  série 4 ; Bianca Manfredi, 705 articles
- 1992–1997 :  série 5 ; Gian Battista Rizza, 175 articles
- 1998-2001 :  série 6 ; Giampiero Spiga, 103 articles
- 2002-2008 :  série 7 ; Alessandra Lunardi, 94 articles
- 2009 : série 8 ; Adriano Tomassini, 12 articles
- depuis 2010  : Nuova Serie ; Adriano Tomassini, 161 articles.

## Organisation
La revue est dirigée par un rédacteur en chef, un comité de rédaction et le secrétariat de la rédaction,. 
Le rédacteur en chef est nommé par le recteur de l'Université de Parme sur proposition du conseil d'administration du département de mathématiques et d'informatique de l'université de Parme et reste en fonction pendant quatre ans. Le rédacteur en chef doit être un professeur d'université du département.  Le comité de rédaction est composé de quatre professeurs d'université en mathématiques et est nommé pour une durée de quatre ans.

## Articles liés
- Rendiconti del Seminario Matematico della Università di Padova (en)
- Rendiconti del Seminario Matematico Università e Politecnico di Torino (en)
- Rendiconti di Matematica e delle sue Applicazioni